# Mačak Fritz
 Ovo je glavno značenje pojma Mačak Fritz. Za druga značenja pogledajte Mačak Fritz (razdvojba).
Mačak Fritz (eng. Fritz the Cat) je strip američkog autora Roberta Crumba iz šezdesetih godina dvadesetog stoljeća.  Naslovni lik, antropomorfni mačak, je parodija tobožnjih pisaca i buržujskih boema iz kontrakulturnih pokreta koji su se pretvarali da traže kozmičke istine dok su više bili zainteresirani za prizemne, hedonističke ciljeve.  Po stripu je 1972. snimljen uspješni animirani film Mačak Fritz;  Crumb je, međutim, bio toliko nezadovoljan ekranizacijom da je iste godine objavio konačni nastavak stripa u kojemu je naslovni antijunak prikazan kao arogantna i pompozna holivudska zvijezda koja umire tako što ga djevojka ubode šiljkom za led.  Unatoč tome 1974. objavljen je nastavak filma: Devet života mačka Fritza.